# Millville (Minnesota)
Millville è un comune degli Stati Uniti d'America, situato nello Stato del Minnesota, nella Contea di Wabasha.